# گورستان آویز
قبرستان آویز مربوط به دوره صفوی - دوره قاجار است و در شهرستان فراشبند، بخش مرکزی، دهستان آویز، ابتدای روستای آویز واقع شده و این اثر در تاریخ ۱۵ دی ۱۳۸۷ با شمارهٔ ثبت ۲۴۱۸۳ به‌عنوان یکی از آثار ملی ایران به ثبت رسیده است.